# XXXII Festival del Huaso de Olmué
El XXXII Festival del Huaso de Olmué se llevó a cabo los días 26, 27 y 28 de enero de 2001, nuevamente transmitido y producido por Canal 13, con la animación a cargo de Juan La Rivera. Esta edición estuvo marcada por una fuerte presencia de artistas de folclor internacional, destacando las presentaciones de Víctor Heredia desde Argentina, Eva Ayllón desde Perú y el grupo boliviano Los Kjarkas, que le otorgaron un carácter latinoamericano al certamen. También se produjo el esperado regreso de Palmenia Pizarro al escenario del Patagual, así como una nueva presentación de Illapu.

## Artistas

### Musicales
- Víctor Heredia
- La Sonora de Tommy Rey
- Alberto Plaza
- Palmenia Pizarro
- Huasos de Algarrobal
- Altamar
- Los Kjarkas
- Eva Ayllón
- Isabel Parra
- Tita Parra
- Diapasón Porteño[1]
- Illapu

### Humor
- Lalo Vilches y El Clavel[2]
- Fernando Alarcón y Jorge Pedreros
- Quena Negrete (María Izquierdo)
- Pedro Pelluco

## Competencia
Diez canciones en competencia.
| Título                              | Intérprete(s)               | Autor(a)                             | Lugar     |
| ----------------------------------- | --------------------------- | ------------------------------------ | --------- |
| "Entre ranchera y tonada"           | Voces de Aysén              | José Arturo Chávez                   | Ganador   |
| "Cuando salí de la isla"            | Los Palmeros                | Camilo Gutiérrez                     | 2.° Lugar |
| —                                   | —                           | —                                    | 3.° Lugar |
| "De la guitarra hice un barco"      | Los Santiaguinos            | Hernán Núñez Oyarce                  | Eliminado |
| "Guitarra niña chilena"             | Los Mensajeros              | Ruperto Fonfach                      | Eliminado |
| "De flores y palomas"               | Ema Guzmán y Los Trazos     | Nano Calderón                        | Eliminado |
| "Tengo una pena azul"               | Los Surcadores del Viento   | José Cornejo Aliaga y Eduardo Castro | Eliminado |
| "Las chilenas ¡Sí Señor!"           | Cinco Abril de San Bernardo | María Irene Rodríguez Betancourt     | Eliminado |
| "Cuando ya no tenga vida"           | Patricio Quintanilla        | Mario Medina Tapia                   | Eliminado |
| "Un vals para los dos"              | Arcilla de Angol            | Antonio Cerpa                        | Eliminado |
| "Un hombre audaz, letrado y cortés" | Edson Guerrero              | Edson Guerrero                       |           |